# Háitindur
Háitindur är en bergstopp i republiken Island. Den ligger i regionen Austurland, 300 km öster om huvudstaden Reykjavík. Toppen på Háitindur är 892 meter över havet, eller 545 meter över den omgivande terrängen. Bredden vid basen är 5,9 km.
Närmaste större samhälle är Höfn, nära Háitindur.